# 真福寺 (神戸市)
真福寺（しんぷくじ）は、兵庫県神戸市兵庫区下沢通にある高野山真言宗の仏教寺院。

## 歴史
嘉祥元年（1106年）に仁和寺覚行法親王が武庫郡今津村字今津道（西宮市今津町）に鎮座する福應神社を祈願所とし、延宝元年（1673年）別当として賢尊を開基に真福寺が置かれた。
- 明和6年（1769年）の『今津村明細帳』に「宮寺壱ヶ寺　京御室御直末寺 真言宗 真福寺、氏神蛭子社 宮寺境内ﾆ御鎮座、小宮四社在」とみえる[2]。
- 明治維新の廃仏毀釈で廃寺となり、これを憂いた伊達隆辯が再興。
- 明治24年（1891年）神戸市中道通附属字文楽寺の現在地に移転、[3]仮本堂を建立。
- 昭和19年（1944年）の空襲で焼失し、後に本堂を再建。
- 平成7年（1995年）の阪神・淡路大震災で倒壊し、鉄筋コンクリート製で本堂を再建す。

## 納骨
「納骨を通じてお参りに行くことの大切さを伝えていく」「お参り」という文化を守るために「個人納骨」という納骨堂を使わずに骨壷だけを真福寺で管理し、親族だけでお参りできる納骨をスタート。

## 交通アクセス
- JR神戸線神戸駅より、西に徒歩13分。